# Bôrka
Bôrka (in ungherese Barka) è un comune della Slovacchia facente parte del distretto di Rožňava, nella regione di Košice.